# 碱性火成岩

從化學組成來看火成岩分類(圖中藍色的部分為碱性火成岩)。

碱性火成岩泛指含有較高鹼金屬元素鈉和鉀即高比例的Na2O+K2O，包含霞石正长岩-响岩類之岩石，普遍含二氧化硅较少，約在52%以下。
碱性火成岩主要由各种长石、霞石和霓闪石组成，多存在于岩盖和岩盆之中，很少出露，出露面积只占全部火成岩的0.1%。
碱性火成岩中含有的矿物主要有铌、锆、铁、钛、磷、金、铜和稀土金属等。